# Babán József
Babán József (Csepel, 1935. május 25. –) 55-szörös válogatott jégkorongozó (védőjátékos), edző. A Magyar Jégkorong Szövetség 2013-ban beválasztotta  a magyar jégkorong sport Hírességek Csarnokába (Hall of Fame).

## Pályafutása

### Játékosként
Pályafutását 1952-ben kezdte. Játszott - ifiként - a Budapesti Postásban, a Törekvésben, majd - megalakulásától - 1956-tól 1969-ig a BVSC  felnőtt csapatában. Válogatott játékosként - 1958-tól - ott volt több világbajnokságon, olimpián, úgy mint: 
- 1959. Plzen B csoport,
- 1963. Stockholm C csoport,
- 1964. Innsbruck (Téli Olimpiai Játékok),
- 1965. Tampere B csoport,

### Edzőként
Még aktív játékosként a BVSC ifi csapatát edzette 1958-tól 1968-ig. Aktív pályafutása befejeztével - 1969-től 1971-ig ill. 1975-től 1980. március 24-ig - a jégkorong szakosztály megszűnéséig - a BVSC felnőttcsapatának az edzője, majd az OB II-es Széfet Gomba csapatát irányította az 1980–1981-es szezonban. Az 1983-84-es évadban a Jászberényi Lehel utánpótlás edzője volt. A válogatottnál az 1979–1980 közötti években edzőként segítette Rajkai László munkáját:
- 1979. Galac B csoport, 6. hely
- 1980. Thayer Tutt kupa (az Olimpián nem induló csapatok számára), Franciaország, 6. hely.